# 白石佑光
白石 佑光（しらいし ゆうこう、1912年 - 1997年）は、日本の翻訳家。
新潮文庫で『ベン・ハー』『白い牙』などを訳した。

## 翻訳
- 奇怪な道しるべ フランクリン・ディクスン 保育社 1957（保育社の探偵冒険全集）
- 友情の丘 マーゴット・ベナリー＝イスバート 新潮社 1958
- 白い牙 ジャック・ロンドン 新潮文庫 1958
- 皇帝のかぎタバコ入れ ディクスン・カー 新潮文庫 1960
- 黒馬物語 アンナ・シュウェル 新潮文庫 1960
- ベン・ハー ルー・ウォーレス 新潮文庫 1960
- エジソンの生涯 マシュウ・ジョセフソン 矢野徹、須山静夫共訳 新潮社 1962
- バウンティ号の反乱 C.ノードホフ、J.ノーマン・ホール 新潮文庫 1963
- フランス白粉の秘密 エラリー・クィーン 新潮文庫 1963
- 嵐が丘 エミリ・ブロンテ あかつき書房 1969（世界の文学 1）
- アメリカ文学思想の背景 ロッド・W.ホートン、ハーバート・W.エドワーズ 関口功共訳 小川出版 1972
- 失われた火山島 ハモンド・イネス 早川文庫 1974
- エディ・コイルの友人たち ジョージ・V.ヒギンズ 早川文庫 1976
- 暴風海域 ジェフリイ・ジェンキンズ 早川書房 1977
- 廃墟の東 ジャック・ヒギンズ 早川書房 1979 のち文庫
- 真夜中の復讐者 ジャック・ヒギンズ 早川書房 1982 のち文庫

| スタブアイコン | サブスタブ | この項目は、まだ閲覧者の調べものの参照としては役立たない、文人（小説家・詩人・歌人・俳人・作詞家・作家・放送作家・随筆家（コラムニスト）・文芸評論家）に関連した書きかけの項目です。この項目を加筆・訂正などしてくださる協力者を求めています（P:文学/PJ:作家）。 |